# Hugh Percy Wilkins
Pour les articles homonymes, voir Wilkins.
Hugh Percy Wilkins (1896-1960) est un ingénieur gallois et un astronome  amateur.

## Biographie
Il est né à Carmarthen, où il fit ses études primaires, puis vécut près de Llanelli avant de déménager en Angleterre. Durant la Première Guerre mondiale, il servit dans les Royal Army Corps.
Professionnellement, il travailla comme ingénieur mécanicien et comme fonctionnaire, mais il est surtout connu pour ses efforts comme astronome amateur, particulièrement comme sélénographe. Il fut élu à la British Astronomical Association en 1918 et pendant un temps, il fut directeur de la Section Lunaire.
Il produisit une carte de 100" (2,5 m) de la Lune, qui incluait de nouveaux noms pour plusieurs détails. En 1948, il fit une requête auprès de l'UAI pour que 22 nouveaux noms soient adoptés. Cependant, elle fut rejetée par le fait que les détails étaient petits ou proches du limbe lunaire et possédaient déjà des désignations par lettre.
En 1951, il publia une carte de diamètre 300" (7,5 m) de la Lune, considérée par certains comme le summum de l'art de la sélénographie avant l'ère spatiale. Cependant, ses cartes étaient chargées de détails, dont certains étaient fictifs, les rendant peu utiles. Il fit de nouvelles requêtes auprès de l'UAI en 1952 et en 1955, qui furent refusées. Cependant les noms des cratères Goodacre (en) et Mee (en) d'une carte qu'il avait produite en 1926 furent adoptés dans la nomenclature lunaire.
Il publia aussi plusieurs livres destinés à vulgariser l'astronomie, dont deux ouvrages en collaboration avec Sir Patrick Moore. Le plus célèbre est son livre, la Lune, qui comportait sa carte.
Pendant des années, le Dr Wilkins assura le cours d'astronomie du soir à Crayford Manor House où il continua à utiliser une copie de sa carte de 300 pouces de manière régulière.
Le Dr Wilkins mourut soudainement le 23 janvier 1960, après être parti en retraite le 31 décembre 1959.

## Hommage
Le cratère Wilkins (en) sur la Lune porte son nom.